# Iglesia de San Juan Bautista (Alegría de Oria)
La iglesia de San Juan Bautista es un inmueble de la localidad española de Alegría de Oria, en la provincia de Guipúzcoa.

## Descripción
El edificio se encuentra en la localidad española de Alegría de Oria, perteneciente a la provincia de Guipúzcoa, en la comunidad autónoma del País Vasco. Se menciona como iglesia parroquial del lugar en el Diccionario histórico-geográfico-descriptivo de los pueblos, valles, partidos, alcaldías y uniones de Guipúzcoa (1862) de Pablo de Gorosábel, donde aparece descrita con las siguientes palabras:

En el extremo del pueblo, ó sea a la salida para Castilla, se halla la iglesia parroquial de la advocacion de San Juan Bautista, que es de patronato merélego de la misma villa, servida por un cura párroco con título de rector y dos beneficiados. Tiene ademas tres ermitas denominadas San Miguel de Urzuriaga, San Sebastian y Santo Cristo; y hubo un hospital fundado por Juan de Iria, natural de la propia villa. Este bienhechor instituyó ademas en ella una capellanía perpétua de cuatro misas semanales con 150 ducados de renta; una obra pia de dotacion de tres doncellas casanderas con 400 ducados anuales; otra de limosnas de pobres de 100 al año; otra de 150 ducados anuales para un maestro de escuela. Así resulta de un letrero que hay en dicha parroquia delante del Altar de Nuestra Señora de Aranzazu sobre la losa de la sepultura donde está enterrado Iria, fallecido el dia 6 de diciembre de 1610. En el otro lado de la misma iglesia, ó sea en el del evangelio, hay otro letrero sobre la fuesa del doctor D. Nicolás de Beguiriztain, arcediano que fué de Valdosella en la catedral de Pamplona, natural y beneficiado de Alegria; quien fundó otra capellania de cuatro misas semanales, y murió el dia 16 de marzo de 1606.
(Gorosábel, 1862, pp. 15-16)